# 海洋城 (佛羅里達州)
海洋城（英語：Ocean City）是位於美國佛羅里達州奧卡魯沙縣的一個人口普查指定地區。

## 地理
海洋城的座標為30°26′23″N 86°36′25″W / 30.43972°N 86.60694°W，而該地最高點為海拔高度3米（即10英尺）。

## 人口
根據2010年美國人口普查的數據，海洋城的面積為4.90平方千米，當中陸地面積為4.10平方千米，而水域面積為0.80平方千米。當地共有人口5594人，而人口密度為每平方千米1,141人。